# Брокер, Уоллес
Уо́ллес ("Уолли") Смит Бро́кер (Броекер, англ. Wallace «Wally» Smith Broecker; 29 ноября 1931, Чикаго — 18 февраля 2019, Манхэттен) — американский геолог и климатолог, геохимик, океанолог и палеоклиматолог. Доктор философии (1958) и выпускник Колумбийского университета, где затем прошёл путь до профессора и с которым был связан более полувека, член Национальной академии наук США (1977) и Американского философского общества (2015), иностранный член Лондонского королевского общества (2007). Удостоен Национальной научной медали (1996), премий Ветлесена (1987) и Тайлера (2002) и других наипрестижнейших наград. Главный научный интерес У. Брокера заключался в определении роли океана в изменении климата. Ему приписывают авторство термина «глобальное потепление». В некрологе вышедшем в «Science» У. Брокер назван одним из самых влиятельных учёных XX века в области наук о Земле.

## Биография
Родился в христианско-фундаменталистской семье (впоследствии называл себя арелигиозным).
Вырос в Ок-Парк (Иллинойс).
Окончил Колумбийский университет, где получил степени бакалавра по физике (1953) и магистра искусств (1954), а также доктора философии (Ph.D.) по геологии (1958) — за работу в океанографии и климатической хронологии. В альма-матер он затем сделал и карьеру на кафедре наук о Земле и окружающей среде, на которой в 1977—2004 годах был именным профессором геологии; первоначально он поступил на кафедру геологии ассистент-профессором в 1959 году, с 1961 года ассоциированный, с 1964 года профессор; до своей смерти был именным профессором там же.
Также являлся сотрудником университетской обсерватории и членом академического комитета Института Земли.
Член Американской академии искусств и наук, Американского геофизического союза и Европейского геофизического союза. Почётный фелло Эдинбургского королевского общества (1999).
Автор около 500 научных работ и 17 книг, в том числе нескольких учебников.
У. Брокера называют одним из популяризаторов термина «глобальное потепление» (который он сам впоследствии находил неудачным), который он впервые использовал в своей статье «Climatic Change: Are We on the Brink of a Pronounced Global Warming?» в журнале Science в 1975 году, где точно предсказал нынешний подъём глобальных температур в результате повышения уровня углекислого газа.
Его первая супруга, на которой он женился ещё будучи студентом - они состояли в браке 55 лет - и с которой у них было шесть детей, умерла в 2007 году. Женился второй раз на своей многолетней сотруднице. У него также было ещё двое детей - дочь и сын - от "других отношений". Остались внуки и правнуки. Страдал дислексией.
Умер 18 февраля 2019 года в одной из больниц Нью-Йорка в возрасте 87 лет.

## Награды и отличия
- 1979 — Maurice Ewing Medal[англ.] Американского геофизического союза
- 1984 — Медаль Артура Л. Дэя
- 1986 — Медаль Александра Агассиза
- 1987 — Премия Ветлесена
- 1987 — Премия В. М. Гольдшмидта, высшее отличие Геохимического общества (Geochemical Society[англ.])
- 1990 — Медаль Волластона
- 1990 — Медаль Юри[англ.]
- 1995 — Медаль Роджера Ревелла
- 1996 — Премия Голубая Планета
- 1996 — Национальная научная медаль США в номинации «Физические науки» (награждён медалью Биллом Клинтоном 26 июня 1996 года)[18][19]
- 1999 — Медаль Невады
- 2002 — Премия Тайлера
- 2006 — Премия Крафорда
- 2008 — Медаль Бенджамина Франклина
- 2008 — Премия Бальцана[20]
- 2008 — BBVA Foundation Frontiers of Knowledge Award в категории «Изменение климата» (первый удостоенный)
- 2012 — Phi Beta Kappa Award in Science[англ.]

Почётный доктор университетов США, в частности Гарварда (2015); др. университетов мира — Кембриджа (2009) и Оксфорда (2015).